# Florencia Habif
Florencia Habif est une hockeyeuse argentine née le 22 août 1993 à Buenos Aires.

## Biographie
Florencia Habif naît à Buenos Aires le 22 août 1993.
Elle fait partie de Las Leonas, la sélection nationale de hockey sur gazon de l'équipe d'Argentine. Elle est révélation de l'année 2014, distinction décernée par la Fédération internationale de hockey (FIH).